# Ayano Shimada
Ayano Shimada, född 22 juni 2006, är en japansk konstsimmare.

## Karriär
I juli 2023 vid VM i Fukuoka var Shimada en del av Japans lag som tog silver i det fria lagprogrammet. I oktober 2023 vid asiatiska spelen i Hangzhou var hon en del av Japans lag som tog silver i lagtävlingen.
I februari 2024 vid VM i Doha var Shimada en del av Japans lag som tog silver i det fria lagprogrammet och brons i det tekniska lagprogrammet. Vid olympiska sommarspelen 2024 i Paris var hon en del av Japans lag som slutade på femte plats i lagtävlingen.